# SuperMansion
SuperMansion è una serie televisiva d’animatazione statunitense del 2015, creata da Matthew Senreich e Zeb Wells.
La serie è stata pubblicata negli Stati Uniti su Crackle dall'8 ottobre 2015 al 9 maggio 2019, per un totale di 41 episodi ripartiti su tre stagioni.
La serie è stata rinnovata per una terza e ultima stagione pubblicata dal 7 maggio 2018.

## Trama
La League of Freedom è un gruppo di supereroi guidato da Titanium Rex. La loro base chiamata SuperMansion nella città immaginaria di Storm City, Titanium Rex e i suoi compagni supereroi Black Saturn, American Ranger, Jewbot/Robobot, Cooch e Brad lottano contro dei criminali come il dottor Devizo e la figlia di Titanium Rex Lex Lightning. Combattono per mantenere la squadra rilevante quando occasionalmente vengono visitati dal contabile del governo Sgt.
Nella seconda stagione, il Dr.Devizo e Lex Lightning formano l'Injustice Club per combattere la League of Freedom. Inoltre, la Lega della Libertà si occupa di un'invasione Subtopica guidata dal fratello maggiore di Titanium Rex, Titanium Dax.
Nella terza stagione, la League of Freedom deve condividere la SuperMansion con l'Injustice Club alla luce del Dr.Devizo che aiuta a fermare l'invasione di Subtopian.

## Episodi
| Stagione         | Episodi | Prima TV USA | Prima TV Italia |
| ---------------- | ------- | ------------ | --------------- |
| Prima stagione   | 13      | 2015         | inedita         |
| Seconda stagione | 10      | 2017         | inedita         |
| Terza stagione   | 18      | 2018-2019    | inedita         |
| Speciali         | 5       | 2016-2019    | inediti         |

## Personaggi e doppiatori
- Titanium Rex (stagioni 1-3), doppiato da Bryan Cranston.
- American Ranger (stagioni 1-3), doppiato da Keegan-Michael Key.
- Sergente Agony (stagioni 1-3), doppiato da Keegan-Michael Key.
- Cooch (stagioni 1-3), doppiata da Heidi Gardner.
- Black Saturn (stagioni 1-3), doppiato da Tucker Gilmore.
- Jewbot/Robobot (stagioni 1-3), doppiato da Zeb Wells.
- Titanium Lex/Lex Lightning (stagioni 1-3), doppiata da Jillian Bell.
- Brad (stagioni 1-3), doppiato da Tom Root.
- Dott. Devizo (stagioni 1-3), doppiato da Chris Pine.
- Robo-Dino (stagioni 1-3), doppiato da Chris Pine.
- Courtney/Ringler (stagioni 1-3), doppiato da Breckin Meyer.
- Zenith/Portia Jones (stagioni 1-3), doppiata da Yvette Nicole Brown.

## Produzione
SuperMansion è nato come pilota di un mezz’ora per Adult Swim, con il nome originale Übermansion dove, insieme a un gruppo di altri episodi piloti (inclusi King Star King e Mr. Pickles), hanno gareggiato in quale pilota sarebbe stato trasformato nella serie successiva di Adult Swim. Il pilota ha vinto ed è andato in onda (insieme ai piloti di King Star King e Mr. Pickles) il 25 agosto 2013. Per qualsiasi motivo, la serie è passata a Crackle invece con il cambio di nome da Übermansion a SuperMansion.
Il 14 aprile 2015, Sony ha annunciato che la serie animata in stop-motion è stata sviluppata da Crackle, che Bryan Cranston avrebbe doppiato e prodotto esecutivo con la sua Moon Shot Entertainment. Sono stati prodotti tredici episodi, con anche Seth Green, Keegan-Michael Key e Jillian Bell. Matthew Senreich e Zeb Wells hanno scritto e sono i produttori esecutivi della serie, mentre altri produttori esecutivi sarebbero, John Harvatine IV, Eric Towner e James Degus. Il primo trailer è stato distribuito il 9 luglio 2015 e l'altro cast includeva Senreich, Wells, Heidi Gardner, Tom Root, Tucker Gilmore e altre celebrità.
Per la seconda stagione della serie, Arby's ha firmato un accordo di product placement.

## Trasmissione
La serie è stata presentata in anteprima il 1º gennaio 2017 su Adult Swim.